# Мандулис
Мандулис е бог от египетската митология с нубийски произход. Малката му капела може да се види на острова на богинята Изида във Филе.
| U6 | Z3 | G43 | E23 |

| U6 | Z3 | G43 | E23 |

Божеството се представя като лъв и култа към него е главно от птолемейската епоха. Мандулис е божество, което приема няколко различни форми и много често е представян под формата на птица с човешка глава, лъв или дори дете, седнало върху лотос: символ е на слънчевата младост.
Основният му храм е издигнат в Калабча. Култът към него продължава до около шести-седми век.